# Beat the Meat
Beat the Meat ist das zweite Demo der dänischen Metalband Volbeat.

## Entstehung
Das Demo wurde im Sommer 2003 in den Hansen Studios in der dänischen Stadt Ribe aufgenommen. Produziert wurde Beat the Meat von Jacob Hansen, der in den folgenden Jahren zum Stammproduzenten der Band wurde. Sämtliche Texte wurden vom Sänger Michael Poulsen geschrieben, der auch den Großteil der Musik schrieb. Lediglich bei Alienized stammt die Musik von Poulsen und dem Schlagzeuger Jon Larsen.
Sämtliche Titel wurden unter teilweise anderen Namen auf den ersten beiden Studioalben neu aufgenommen und veröffentlicht. Auf dem Debütalbum The Strength / The Sound / The Songs sind Pool of Booze (als Pool of Booze, Booze, Booza), Soulweeper, Another Day (als Another Day, Another Way), Danny & Lucy (als Danny & Lucy (11pm)) sowie Alienized zu finden. Das Lied Boa wurde als Boa (JDM) auf dem zweiten Album Rock the Rebel / Metal the Devil neu veröffentlicht.

## Titelliste
1. Pool of Booze – 3:40
2. Boa – 3:56
3. Soulweeper – 3:42
4. Another Day – 3:05
5. Danny & Lucy – 2:57
6. Alienized – 4:05

## Rezeption
Die deutschen Magazine Metal Hammer und Heavy oder was? kürten Beat the Meat jeweils zum Demo des Monats. Bis zum Sommer 2005 wurden etwa tausend Exemplare des Demos verkauft. David Gregori vom Onlinemagazin Metal.de vergab „sechs Ohrwurmgarantien“ und bezeichnete das Demo als riesengroßen Hammer, der auf einen weiteren Senkrechtstarter aus Dänemark hoffen lässt. Gregori bewertete Beat the Meat mit neun von zehn Punkten. Das dänische Onlinemagazin Power of Metal bezeichnete Volbeat als Schnittstelle zwischen Elvis Presley und Life of Agony, kritisierte aber die vielen Fehler in den Texten. Dennoch wurde Beat the Meat mit 90 von 100 Punkten bewertet.